# 이좌거
이좌거(李左車) 혹은 이좌차는 조(趙)나라의 군사이자, 한신의 참모이며, 명장으로 불렸다. 이목(李牧)의 손자이다. 

## 생애
조헐을 보좌해 조왕으로 옹립하고 광무군에 봉해졌다. 한왕 3년(기원전 204년), 한신과 장이가 군사를 이끌고 조나라를 공격해오자, 한나라군이 오랜 기간 행군해서 군량이 부족하고 사기가 떨어져 있다는 것을 알아챈 이좌거는, 무리하게 공격하기보다는 먼저 지구전으로 대항하고 군수 보급을 차단시키면 충분히 승산이 있을 거라 간하였다. 
그러나 조나라 승상 진여는 이를 묵살하고 무리하게 응전하다 결국 대패하고, 조나라는 멸망하고 만다. 한신이 조나라를 정벌할 때 그의 사졸들에게 잡혔다가 그의 소문을 들은 한신의 권유로 그의 참모로 활동하게 된다. 기록에 따르면, 그가 내놓은 계략 중 구리산 십면매복의 계략이 그의 머리에서 나온 것이라 하나, 구리산이 팽성에서 이백 리나 떨어져 있는데 항우를 거기까지 유인한다는 점에서 신빙성이 없어 보인다. 그러나 능력을 인정받아 괴철(한 무제의 휘가 같아서 괴통으로 불림)과 함께 한신은 그 둘의 말을 듣고 전략을 결정했다고 한다.

## 같이 보기
- 한신